# Lengyel család (lengyeltóti)

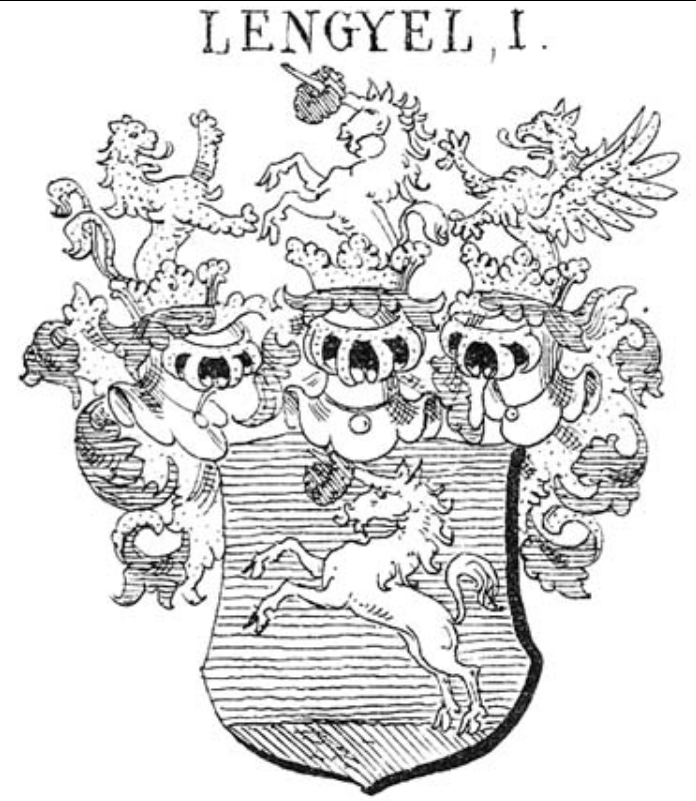
A lengyeltóti Lengyel család bárói címere (A Siebmacher féle címeres könyvből)

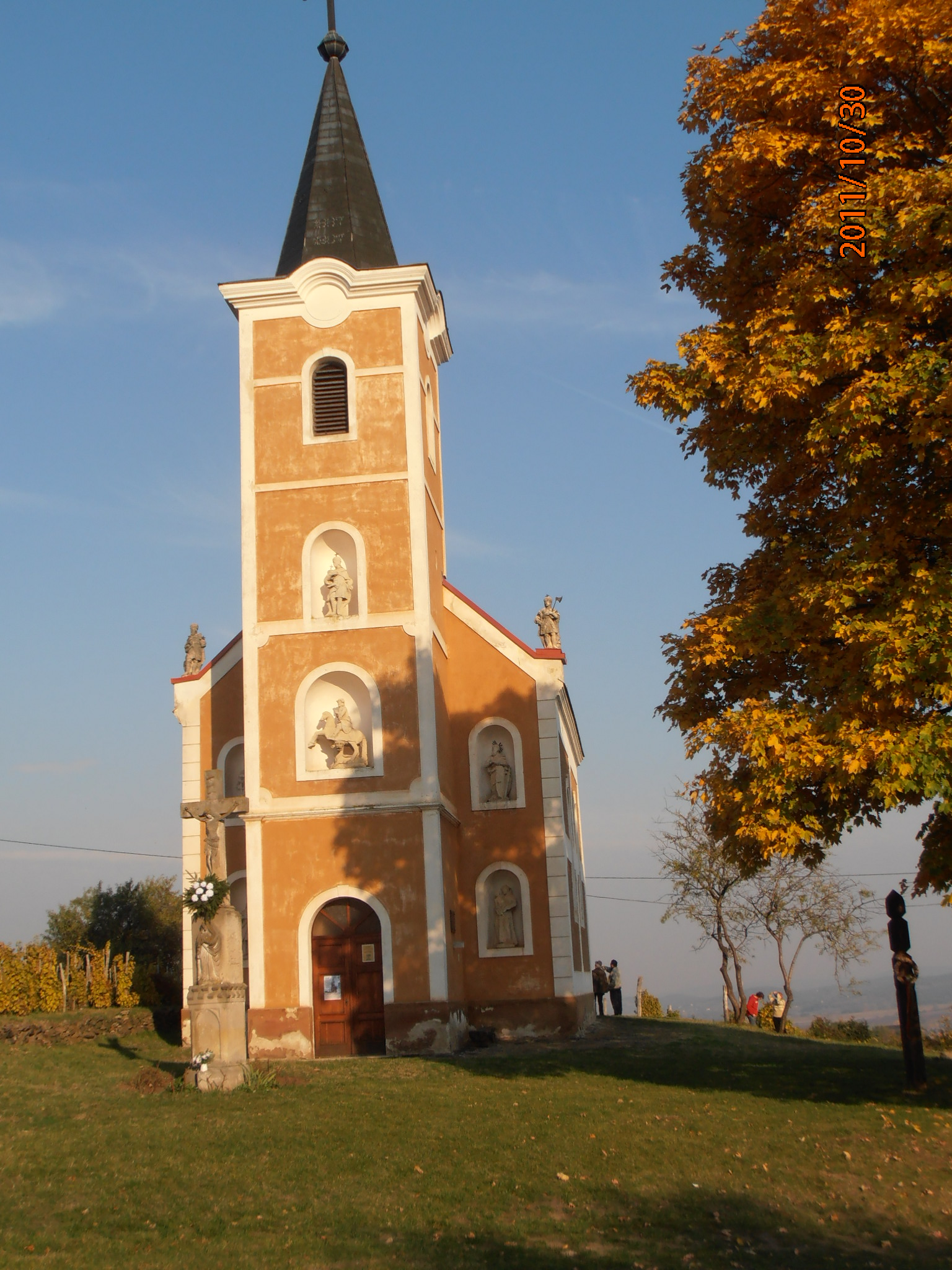
A Szent György-hegyi Balaton felvidéki Lengyel kápolna. 1760 körül a lengyeltóti Lengyel család építtette

A nemes és báró lengyeltóti Lengyel család egy magyar nemesi család, amely évszázadokon át a Balatonmellékének tehetős és tekintélyes történelmi családja volt. Lengyel Gáspár (1734–1804) 1778. október 30-án bárói rangot nyert, azonban mivel csak két lánya született, családja főnemesi rangja igen rövid ideig tartott. A család köznemesi ága korábban, lengyeltóti Lengyel János (fl. 1690-1699) keszthelyi főkapitány személyében halt ki.

## A család története

### A középkor
Az 1444-ben a családból feltűnt János, a Zala vármegyei Lesencetomaj birtokosa már tomaji Lengyelnek írta magát. Neje Thomay Katalin, Thomay László lánya volt. Lengyel János és Thomay Katalin frigyéből származott szigligeti és tóti Lengyel László, aki 1488-ban már ott élt, és 1496-ban Tótin volt birtokos, amelyet éppen e családról neveztek Lengyeltótinak, de ugyanekkor Középtikoson is birtokos volt. 1505-ben ő volt Somogy vármegye egyik követe is a rákosi országgyűlésen, majd 1507-ben a királyi tábla bírája is.
Lengyel László és inkei Loránth Katalin gyermekei Somogy vármegyében házasodtak: Lengyel János, aki 1527-ben I. Ferdinánd magyar király asztalnokmestere, felesége, Korothnai János mester, nádori ítélőmester fiának, Korothnai Istvánnak a leánya Korothnai Katalin; Lengyel Zsófia, túri Szántói János neje; Lengyel Orsolya, Osztopáni Zöld Péter felesége; Lengyel Júlia, Véssey László házastársa; Lengyel Borbála, aki Rátóti Gyulaffy Istvánhoz ment férjhez, és Lengyel Boldizsár, aki tovább vitte a családot.
A család vagyonosságának alapját Lengyel Boldizsár (fl. 1516–1549), hadvezér, a szigligeti vár tulajdonosa, földbirtokos vetette meg. Lengyel Boldizsár hitvese a jómódú fajszi Fajszy Katalin (fl. 1542), akinek a szülei fajszi Fajszy János (fl. 1505–1519), földbirtokos, aki 1505-ben Somogy vármegye alispánja, és Somlyay Anna (fl. 1505–1518) voltak. Lengyel Boldizsár és Fajszy Katalin gyermeke lengyeltóti Lengyel István (fl. 1567–1581), szigligeti várkapitány, földbirtokos volt. Lengyel István 1577-ben szigligeti várkapitány volt; az ő felesége dalkai Hathalmy Zsófia, Hathalmy György (fl. 1549–1567), semptei várnagy, földbirtokos és némai Kolosi Erzsébet (fl. 1580) lánya lett. Hathalmy György apja dalkai Hathalmy Lázár (1480-1526), Veszprém vármegye alispánja, a veszprémi vár várnagya, aki 1517. november 5-én II. Lajos magyar királytól címeres levelet és szabad ispánságot kapott. Hathalmy Györgyné némai Kolos Erzsébetnek a szülei némai Kolos Ambrus (fl. 1508–1518), királyi udvarnok (aulae regiae familiaris), veszprémi követ, földbirtokos és sávolyi Jósa Orsolya voltak; Kolos Ambrusnak az apja némai Kolos László (fl. 1481–1507), 1507-ben Drégely vára várnagya, 1493-ban a visegrádi vár várnagya, koronaőr, földbirtokos volt.
Lengyel István 1577-ben osztozott meg testvéreivel; ekkor már nem Somogy vármegye területén, hanem Győr és Komárom vármegyékben élt.

### Az újkor
lengyeltóti Lengyel István (fl. 1567–1581), szigligeti várkapitány, földbirtokos és dalkai Hathalmy Zsófia gyermekei között: Lengyel Katalin (fl. 1613), akinek a férje a Nádasdy család köznemesi ágából származó nádasdi Nádasdy Tamás (fl. 1586–1619) Vas vármegye alispánja; Lengyel Fruzsina, ákosházi Sárkány Miklós neje; Lengyel Boldizsár, győri lovastiszt, Lengyel László, aki nádasdi Darabos Juditot vette el; Lengyel Miklós (fl. 1613–1646), a pápai vár lovasainak kapitánya, akinek a felesége Gráf Mária és Lengyel János, aki 1606-ban a szigligeti főkapitány, aki assai és ablonckürti Ghyczy Zsuzsannát vette el. 1630 körül már öccse, Lengyel Boldizsár a szigligeti várkapitány volt. Lengyel István lánya, Nádasdy Tamásné Lengyel Katalin, valamint unokaöccsei, azaz Lengyel Miklós gyermekei, Lengyel Zsigmond, Gáspár, Imre, és Törkéncsy Pálné Lengyel Éva 1662-ben osztották meg a Komárom vármegyei Kolos-Néma egész és Ács részbírtokait. A tihanyi vár által 1573 táján elfoglalt régi Lengyel birtokok ügye csupán a törökök kiűzése (1686) után és a Lengyel család Somogyba való visszatérése során rendeződött. Ebből az örökségből részesültek Lengyel Miklós nővére, Lengyel Katalin, férjezett nevén Nádasdy Tamásné leszármazottai. Habár Lengyel László győri kapitánynak és Lengyel Jánosnak lettek gyermekei, a családot lengyeltóti Lengyel István (fl. 1567–1581), szigligeti várkapitány, földbirtokos és dalkai Hathalmy Zsófia fia Lengyel Miklós (fl. 1613–1646) pápai lovas kapitány vitte tovább még két évszázadig.
Lengyel Miklós (fl. 1613–1646) pápai lovas kapitány és Gráff Mária frigyéből négy fiúgyermek származott, azonban csak Lengyel Zsigmond (fl. 1662) vitte tovább a családot. Lengyel Zsigmond földbirtokos elvette Kisfaludy Katalint, akinek a szülei Kisfaludy István (fl. 1642–1650), Vas vármegye alispánja, földbirtokos és raszinyai Bochkay Borbála voltak. Lengyel Zsigmond és Kisfaludy Katalin frigyéből született Lengyel Miklós (fl. 1706–1726), szigligeti kapitány, aki 1710-ben Somogy vármegye alispánja volt. A Lengyel család somogyi visszatelepülése olyan sikeres lett, hogy Lengyel Miklóst 1706-ban már Rákóczi Ferenc emberei a „legtekintélyesebb somogyi birtokosnak titulálták". 1708-ban is ő képviselte a somogyi nemességet, aki mint protestáns vallású, a vallásszabadság megőrzése reményében elvállalta az alispánságot is a szabadságharc idején. Jellemző, hogy Zsigmond fia Miklóst ekkor még az 1573-tól használt előnévvel Szigligeti Lengyel Miklósnak titulálták.
Lengyel Miklós (fl. 1706–1726) somogyi alispán az osztályos vérrokonaival, a Méreyekkel visszatért Somogy vármegyébe, rendbe hozta a Lengyel családot illető birtokait, és 1722-ben a Mérey-ággal megosztozott a Somlyay-Faiszy örökségen. Ebben, leányágon kénytelen volt helyet adni nagyapjának, legidősebb Lengyel Miklós (fl. 1613–1646) pápai lovas kapitánynak a nővérétől, Nádasdy Tamásné Lengyel Katától származott rokonainak: jakabházi Salléroknak, szenttamási Bertalanéknak, felsőbüki Nagyoknak, Belericséknek, tolnai Festeticsék és lovászi és szentmargitai Sümeghyékkel míg a Lengyel János és Ghyczy Zsuzsától származó leányág csak annyiban örökösödött, amennyiben a Méreyekkel való gyakori összeházasodás által a másik ágon is jogigénylő volt. A kizárt ágak később – részben – érvényesítették jogaikat, az 1745-ben történt osztozkodáskor.
Lengyel Miklós (fl. 1706–1726) Somogy vármegyei alispán elvette mártonfalvi Martonfalvay Magdolnát (fl. 1733), és tőle született: báró Lengyel Gáspár (1713–1755) és Lengyel Lajos (fl. 1717–1755) földbirtokosok, akik a rövid életű főnemesi- és a nem sokkal hosszabb köznemesi ágat alapították. Lengyel Miklós és Martonfalvay Magdolna házasságából született négy leánygyermek is: Lengyel Krisztina (1710–1756), akinek a férje nedeczei Nedeczky Károly (†1759) királyi tanácsos, földbirtokos; Lengyel Magdolna, akinek a férje fáji Fáy László (1710–1777), Borsod vármegye alispánja, földbirtokos; nemes Vrancsics István huszárkapitányné Lengyel Julianna; valamint Lengyel Borbála (1700–1773), akinek az első férje nemes Nagy Mihály, a második bodorfalvi Baranyay Imre (1688–1748), Komárom vármegye alispánja, földbirtokos volt.

#### A család bárói ága
Lengyel Miklós és mártonfalvi Mártonfalvay Magdolna frigyéből született Lengyel Gáspár (1713–1755), jómódú földbirtokos. Lengyel Gáspár Látrányban 1750. január 9-én feleségül vette özvegy báró Majthényi Györgyné nemes Sztrányay Julianna (1715–1788) úrhölgyet, akinek a szülei nemes Sztrányay György, földbirtokos és báró szentmiklósi Pongrácz Anna voltak. Lengyel Gáspár és nemes Sztrányay Julianna gyermekei: Lengyel Antal (1751–1800), és báró Lengyel Gáspár (1734–1804) földbirtokosok. 
Lengyel Antal elvette pallini Inkey Mária (1756–1798) kisasszonyt, akinek a szülei pallini Inkey Boldizsár (1726–1792) királyi tanácsos, Zala vármegye alispánja, földbirtokos és szalapataki Nagy Julianna (1731–1767) voltak. Lengyel Antal és Inkey Mária házassága magtalan volt. Öccse Lengyel Gáspár (1734–1804), aki vagyonát jelentékenyen érintő költséggel, 1778. október 30-án bárói rangot nyert Mária Terézia magyar királynőtől. Főnemesi származású feleséget is szerzett magának: hitvese báró szentmiklósi és óvári Pongrácz Erzsébet (1759–1810) lett, akinek a szülei báró szentmiklósi és óvári Pongrácz Ádám és gróf ghymesi és gácsi Forgách Franciska voltak. Lengyel Gáspárnak a bárói ága azonban vele kihalt. Pongrácz Erzsébet grófnő feleségétől csak leányai születtek: báró Lengyel Júlia, báró Pászthory Menyhért (1764–1849) hitvese és báró Lengyel Krisztina (1781–1814), akinek a férje báró Puteani Vencel (1779–1810), királyi kamarás, kapitány, földbirtokos. A két lánynak a leszármazottjai kezébe osztályrészben a zalai birtokok jutottak.

#### A család köznemesi ága
Lengyel Miklós és mártonfalvi Mártonfalvay Magdolna frigyéből szintén született Lengyel Lajos (fl. 1717–1755), jómódú földbirtokos; Lengyel Lajos feleségül vette az ősrégi nemesi dunántúli nádasdi Nádasdy családnak a köznemesi sarját, nádasdi Nádasdy Terézia (fl. 1763) kisasszonyt, akinek a szülei Nádasdy Imre, földbirtokos és Márffy Anna lánya volt. Lengyel Lajosnak Nádasdy Teréztől való fia, Lengyel Imre (1745–1799), a nemesi ágat sírba vitte. Nejétől, báró kesselõkõi Majthényi Esztertől való leánya, Lengyel Anna (1765-1843), férjhez ment tarródházi Kiss Ignác (1762-1816) földbirtokoshoz. Az örökölt vagyont a leányágak nem tudták megtartani. A Pászthory-részt, Lengyel Julianna veje, rigyicai Kovács Mihály pazarlása, a nemesi ág vagyonát tarródházi Kiss Ignácné vonta el a család kezéről. Nem a Lengyel- csak a Somlyay-Faiszy-örökségből jutott tekintélyes vagyon Lengyel Miklós és Martonfalvay Magdolna leányaira Lengyel Júlia Vrancsics Istvánnéra, Lengyel Krisztinára, a nedecei Nedeczky családból való Nedeczky Nedeczky Károly feleségére és Lengyel Borbála bodorfalvi Baranyai Imrénére, illetve ezek örököseire.
A család köznemesi ága korábban halt ki Lengyel János (fl. 1690-1699) keszthelyi főkapitány személyében. Lengyel János, lengyeltóti Lengyel István Szigliget várának főkapitánya, és körtvélyessi Körtvélyessy Magdolna fia, lengyeltóti Lengyel László győri kapitány és nádasdi Darabos Judit unokája volt. Lengyel János keszthelyi főkapitány tisztéről lemondott, mikor Bakács Sándor halála után, 1686-tól 1701-ig a keszthelyi vár főkapitánya lett. Keszthelyi birtokrésszel is rendelkezett. 1686-ban vezetésével a keszthelyi helyőrség részt vett Buda visszavételében, ezt követően a Duna mentén folyó sikeres őszi hadműveletekben.

## A család nemesi címere
A lengyeltóti Lengyel család nemesi címere: Kék pajzsban zöld mezőn jobbra fordult, felugró egyszarvú volt. Sisakdísz: a koronából kinövő pajzsbeli egyszarvú. Takaró: kék-arany, vörös-ezüst.
Más változatai is fordultak elő a család címeréről. A legkorábbi ismert címer azonos az előbb leírttal, azonban a felső jobb oldalon egy vörös ruhás kar fogta az ágaskodó egyszarvú szarvát. Később, ez a változat kiesett és inkább szarván koszorút vívő egyszarvú szerepelt a pajzsban. Ezután a változat után az egyszerű ágaskodó egyszarvú verzió ismeretes. Az 1787-es szigligeti Lengyel családi kápolna homlokzatán látható a legkorábbi címer változat, amelyen a vörös ruhás kar fogja az ágaskodó egyszarvú szarvát.